# Sambuca (drank)

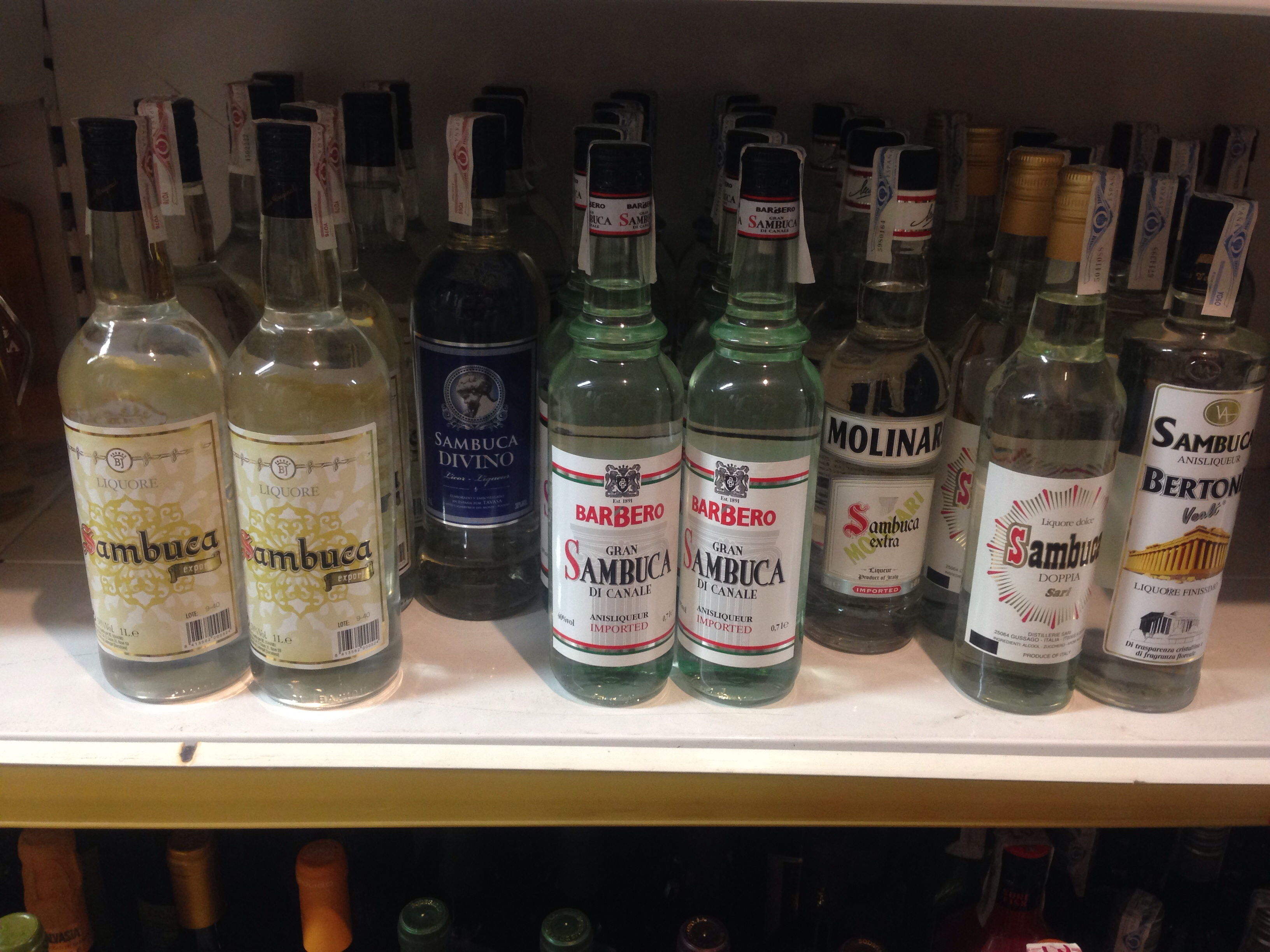
Verschillende flessen sambuca

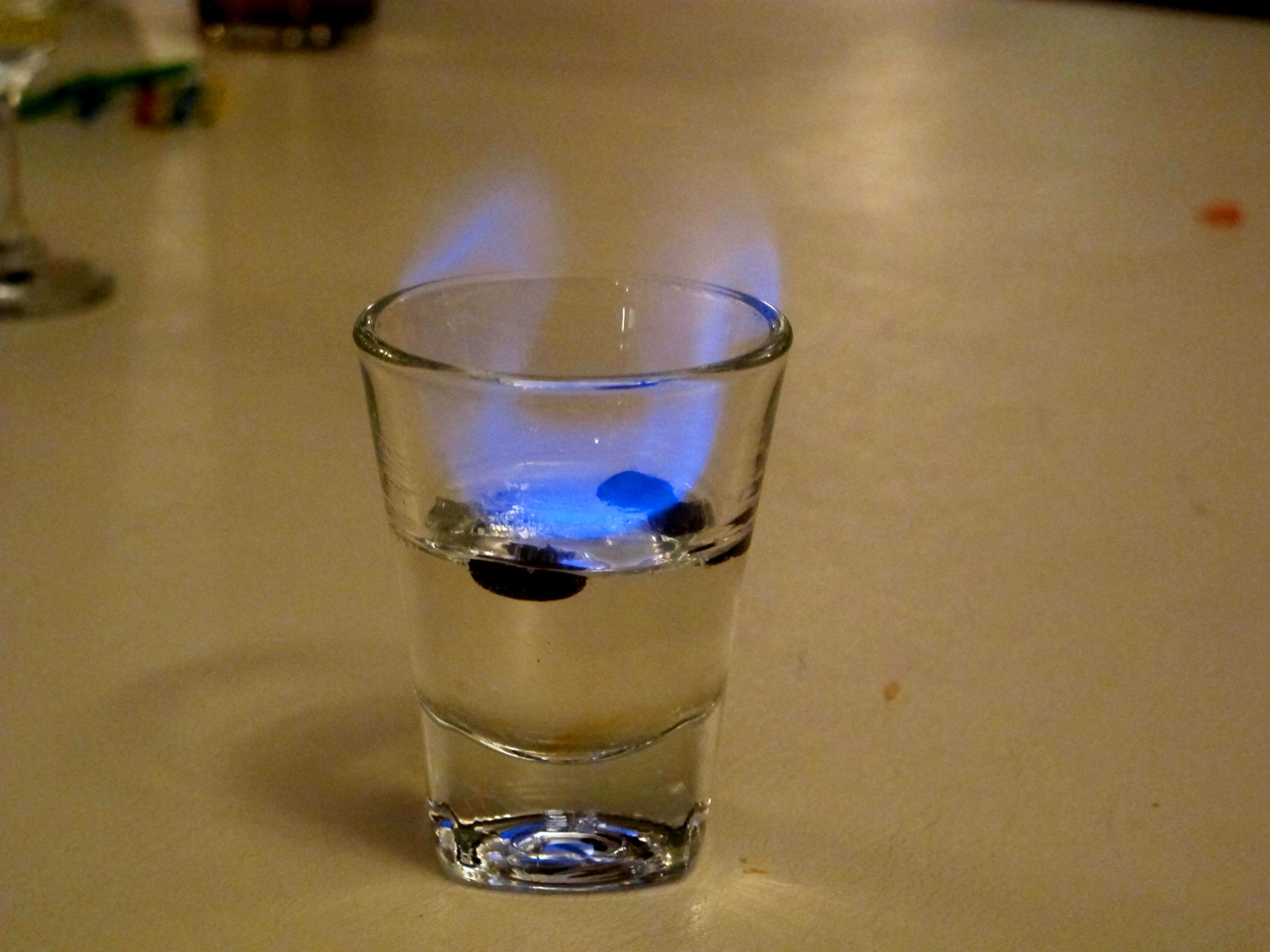
Aangestoken sambuca met drie koffiebonen

Sambuca is een Italiaanse anijslikeur, met een alcoholpercentage van 40%. De meeste sambucasoorten zijn volledig helder, maar worden troebel bij het mengen met water. Hoewel de naam anders zou kunnen doen vermoeden, bevat sambuca geen vlierbessen (Sambucus). Traditioneel wordt een sambuca geserveerd met drie koffiebonen in het glas. Deze koffiebonen staan voor gezondheid, rijkdom en geluk. Een sambuca kan even aangestoken worden om een mooie ronde, dikke smaak te krijgen en om warm en koud tegelijk in de mond te krijgen. Soms worden er andere aroma's aan toegevoegd, zoals mandarijn.